# Toledaner Tafeln
Die Toledaner Tafeln (auch tabule toletane) sind von arabischen Gelehrten im 11. Jahrhundert zusammengestellte astronomische Datensammlungen, die zur Berechnung der Positionen der Planeten, von Finsternissen und zur Kalenderrechnung nützliche Tabellen umfassen.
Dabei sind die Gemeinsamkeiten der sehr zahlreich überlieferten Manuskripte zwar groß, im Einzelnen weichen die Exemplare durch Auslassungen und Ergänzungen teils stark voneinander ab.
Der Inhalt geht im Wesentlichen auf die Werke al-Chwarizmis und al-Battanis zurück, zeitweilig wurde auch az-Zarqali als Verfasser bzw. Herausgeber angenommen.
Der Ort der Entstehung ist Toledo, das bis zur christlichen Eroberung 1085 zu dem muslimischen Taifa-Königreich der Dhun-Nuniden gehörte, was aus der Auslegungen einiger Tabellen ersichtlich ist.
Die Toledaner Tafeln wurden von Gerhard von Cremona ins Lateinische übersetzt. Zuvor waren sie auch schon Raymond von Marseille bekannt, der sie in seinem Werk Liber cursuum planetarum benutzte (um 1140).
Um 1270 wurden die Toledaner Tafeln durch die Alfonsinischen Tafeln verdrängt, die auf Anordnung von König Alfons X. zusammengestellt wurden.